# Firth of Clyde

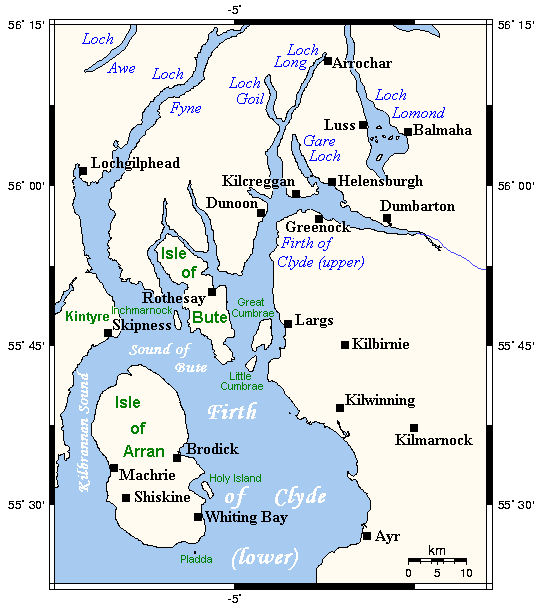
Poloha

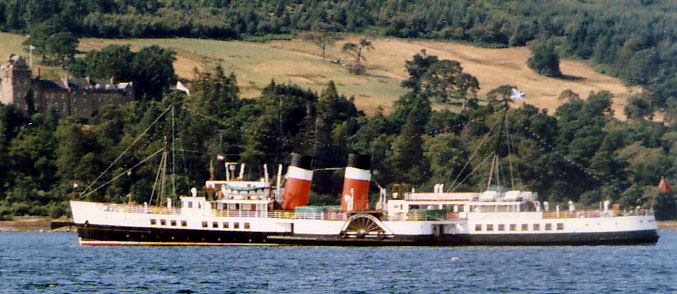
Přepravní loď u ostrova Arran

Firth of Clyde je záliv (ang. firth) ve Skotsku na západ od města Glasgow. Záliv je součástí Atlantského oceánu a ústí do něj řeka Clyde. Se zálivem je také propojeno několik jezer, jako třeba Gare Loch, Loch Long, Holy Loch, nebo Loch Striven. Na jeho pobřeží lze najít města Greenock a Port Glasgow. Záliv měl od nepaměti velký význam pro skotské hospodářství, a to nejen díky množství přístavů a loděnic, ale také díky rybám.V zálivu se nachází mnoho ostrovů a poloostrovů, které spolu s pevninou spojuje 12 pravidelných lodních linek.
Se zálivem Firth of Forth na východě Skotska jej propojuje Kanál Forth–Clyde.
Za 2. světové války zde měla svoji námořní základnu britská Home Fleet.

## Města a vesnice v zálivu
- Ardrossan, Ayr
- Barassie, Brodick
- Campbeltown, Cardross, Carradale
- Dumbarton, Dunoon
- Fairlie
- Gourock, Greenock, Girvan
- Helensburgh, Hunter's Quay, Hunterston
- Innellan, Inverkip, Irvine
- Kilcreggan, Kilmun, Kirn
- Lamlash, Largs, Lochranza
- Millport
- Port Bannatyne, Portencross, Port Glasgow, Prestwick
- Rothesay
- Saltcoats, Seamill, Skelmorlie, Strone
- Troon
- Wemyss Bay, West Kilbride

## Ostrovy

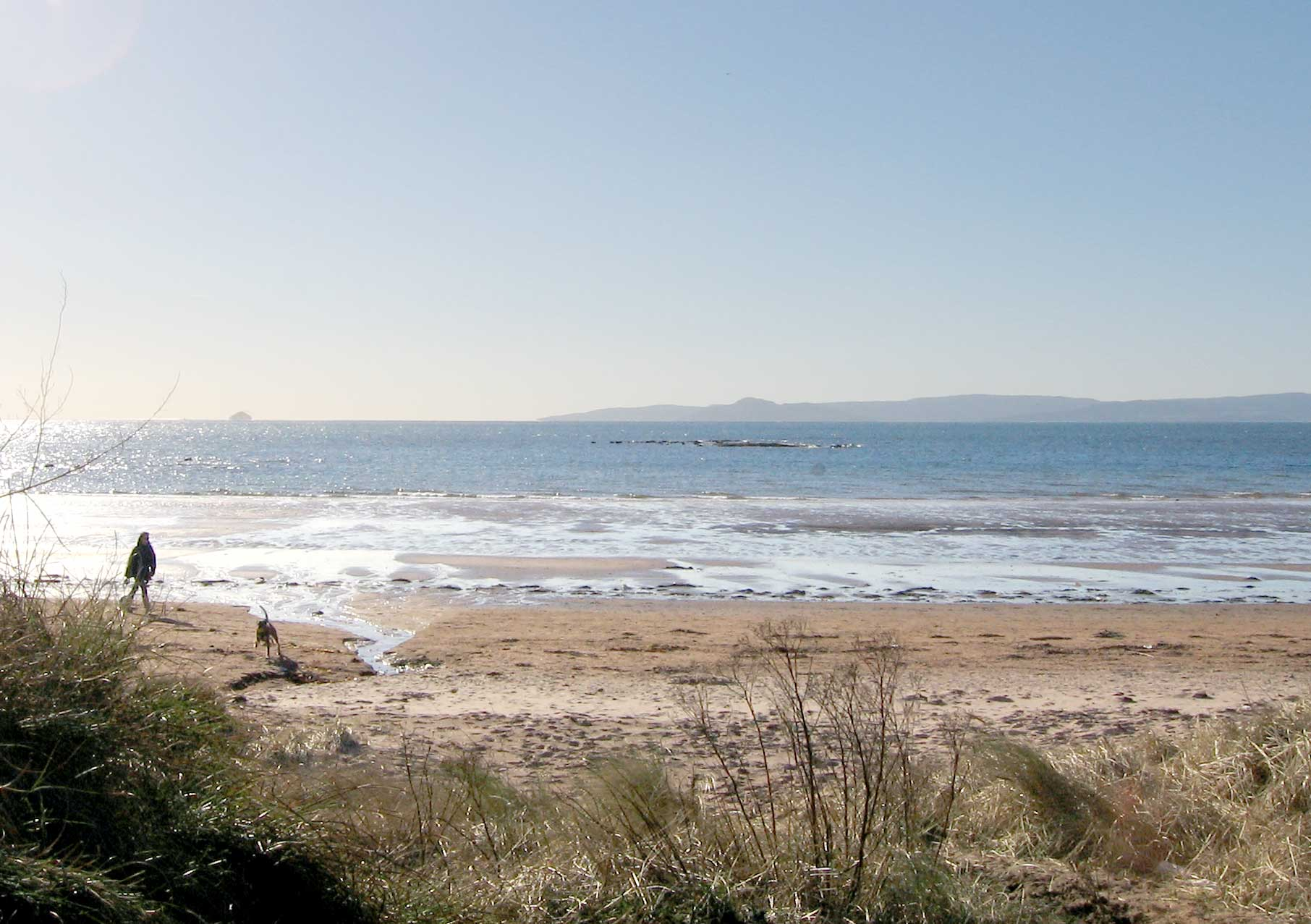
Pláž - pohled na jih k ostrovu Arran a Ailsa Craig

- Arran
- Bute
- Cumbrae

## Zátoky, fjordy (Loch)

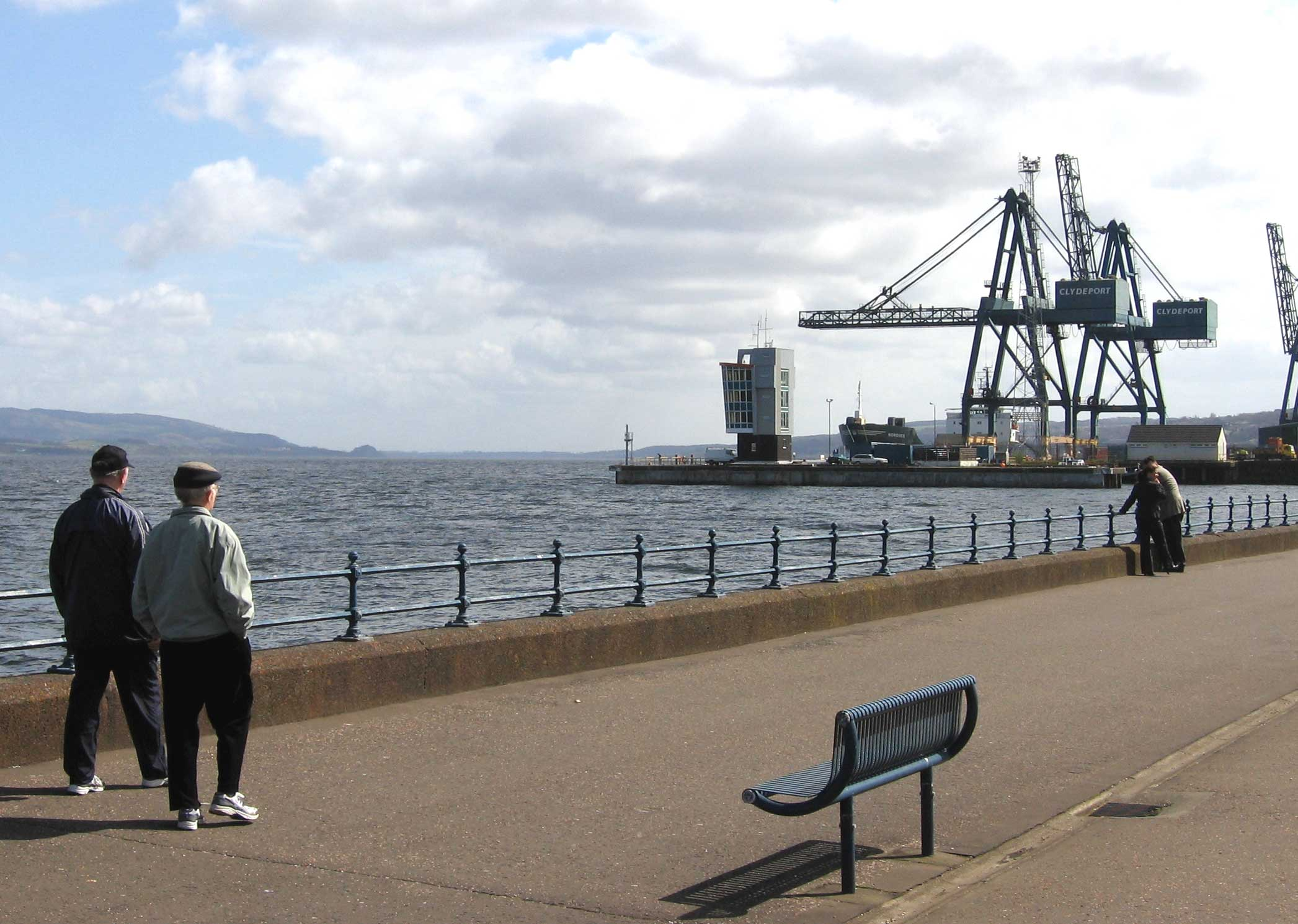
Lodní terminál v Greenocku

- Gare Loch
- Loch Long a Loch Goil
- Holy Loch
- Loch Striven
- Loch Riddon
- Loch Fyne a Loch Gilp
- Campbeltown Loch.

Majáky:
- Cloch Point
- Toward Point
- Little Cumbrae
- Pladda